# Shizuo Kakutani

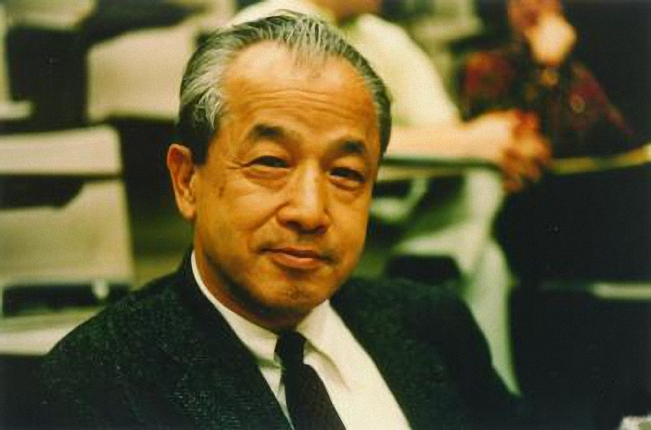
Shizuo Kakutani in 1970

Shizuo Kakutani (角谷 静夫, Kakutani Shizuo; Osaka, 28 augustus 1911 - New Haven, 17 augustus 2004) was een Japans wiskundige, die vooral bekend is vanwege de door hem geformuleerde dekpuntstelling van Kakutani.